# Ehunmilak
La Ehunmilak (Cent milles en basque) est un ultra-trail disputé chaque année en juillet en Goierri, Tolosaldea, Urola Kosta, Urola Garaia et Debagoiena dans la Communauté autonome basque en Espagne.

## Histoire
Peu après le départ de l'édition 2018, une tempête s'abat sur la région avec des pluies diluviennes et de nombreux éclairs. Pour assurer la sécurité des participants, les organisateurs prennent la décision d'interrompre la course et rappatrient tous les coureurs en lieu sûr.
L'édition 2020 est annulée en raison de la pandémie de Covid-19, tout comme l'édition 2021.

## Parcours
Les participants parcourent les contrées remarquables de l’intérieur du Guipuscoa, s’enfonçant à travers les hêtraies et les chênaies des parcs naturels d'Aralar et Aizkorri. De même, ils montent les cimes les plus élevées de la zone comme Txindoki (1 346 m), Ganbo (1 402 m) et Aizkorri (1 528 m) dans la zone de Goierrim; Erlo (1 026 m) dans la zone d´Urola Kosta ; Izaspi (967 m) dans la zone d´Urola Garaia et Hernio (1 075m) dans la zone de Tolosaldea.

## Palmarès
| Édition | Date            | Hommes                                              | Hommes                                              | Hommes                                              | Femmes                                              | Femmes                                              | Femmes                                              |
| ------- | --------------- | --------------------------------------------------- | --------------------------------------------------- | --------------------------------------------------- | --------------------------------------------------- | --------------------------------------------------- | --------------------------------------------------- |
|         |                 | Rang                                                | Athlète                                             | Temps                                               | Rang                                                | Athlète                                             | Temps                                               |
| 1re     | 16 juillet 2010 | 1er                                                 | Imanol Aleson Orbegozo                              | 25 h 14 min 18 s                                    | 7e                                                  | Nerea Martínez Urruzola                             | 29 h 26 min 18 s                                    |
| 2e      | 15 juillet 2011 | 1er                                                 | Javier Dominguez-Ledo                               | 24 h 49 min 16 s                                    | 5e                                                  | Nerea Martínez Urruzola — 2e victoire               | 28 h 00 min 56 s                                    |
| 3e      | 13 juillet 2012 | 1er                                                 | Aitor Leal Irastorza                                | 23 h 26 min 55 s                                    | 19e                                                 | Xari Adrián Cano                                    | 30 h 55 min 11 s                                    |
| 4e      | 12 juillet 2013 | 1er                                                 | Imanol Aleson Orbegozo — 2e victoire                | 22 h 59 min 19 s                                    | 9e                                                  | Nerea Martínez Urruzola — 3e victoire               | 28 h 07 min 47 s                                    |
| 5e      | 11 juillet 2014 | 1er                                                 | Javier Dominguez-Ledo — 2e victoire                 | 23 h 29 min 10 s                                    | 9e                                                  | Silvia Trigueros Garrote                            | 28 h 48 min 23 s                                    |
| 6e      | 10 juillet 2015 | 1er                                                 | Imanol Aleson Orbegozo — 3e victoire                | 24 h 11 min 29 s                                    | 51e                                                 | Jaione Sasieta Barrenetxea                          | 32 h 27 min 54 s                                    |
| 7e      | 8 juillet 2016  | 1er                                                 | Javier Dominguez-Ledo — 3e victoire                 | 23 h 22 min 37 s                                    | 22e                                                 | Silvia Trigueros Garrote — 2e victoire              | 29 h 45 min 08 s                                    |
| 8e      | 7 juillet 2017  | 1er                                                 | Javier Dominguez-Ledo — 4e victoire                 | 22 h 22 min 03 s                                    | 17e                                                 | Silvia Trigueros Garrote — 3e victoire              | 28 h 45 min 17 s                                    |
| 9e      | 13 juillet 2018 | Course interrompue en raisons d'une tempête         | Course interrompue en raisons d'une tempête         | Course interrompue en raisons d'une tempête         | Course interrompue en raisons d'une tempête         | Course interrompue en raisons d'une tempête         | Course interrompue en raisons d'une tempête         |
| 10e     | 12 juillet 2019 | 1er                                                 | Jon Aizpuru Larrañaga                               | 22 h 21 min 54 s                                    | 19e                                                 | Ewa Majer                                           | 27 h 41 min 47 s                                    |
| -       | 2020            | Course annulée en raison de la pandémie de Covid-19 | Course annulée en raison de la pandémie de Covid-19 | Course annulée en raison de la pandémie de Covid-19 | Course annulée en raison de la pandémie de Covid-19 | Course annulée en raison de la pandémie de Covid-19 | Course annulée en raison de la pandémie de Covid-19 |
| -       | 2021            | Course annulée en raison de la pandémie de Covid-19 | Course annulée en raison de la pandémie de Covid-19 | Course annulée en raison de la pandémie de Covid-19 | Course annulée en raison de la pandémie de Covid-19 | Course annulée en raison de la pandémie de Covid-19 | Course annulée en raison de la pandémie de Covid-19 |
| 11e     | 8 juillet 2022  | 1er                                                 | Javier Dominguez-Ledo — 5e victoire                 | 23 h 04 min 06 s                                    | 25e                                                 | Elena Calvillo Arteaga                              | 28 h 53 min 28 s                                    |
| 12e     | 7 juillet 2023  | 1er                                                 | Jesus Bailo Berdor                                  | 24 h 24 min 50 s                                    | 13e                                                 | Uxue Fraile Azpeitia                                | 29 h 19 min 43 s                                    |
| 13e     | 12 juillet 2024 | 1er                                                 | Fidel Fernández Varela                              | 23 h 26 min 07 s                                    | 37e                                                 | Chelo Velasco Barros                                | 29 h 19 min 53 s                                    |